# Abd Allah bin Abd al-Aziz bin Musa'ed bin Jiluwi Al Sa'ud
ʿAbd Allāh bin ʿAbd al-ʿAzīz bin Musaʿed bin Jiluwi Āl Saʿūd (in arabo عبد الله بن عبد العزيز بن مساعد آل سعود‎?; Ha'il, 1931 – 'Ar'ar, 4 luglio 2015) è stato un principe e politico saudita.

## Biografia
Abd Allah nacque a Ha'il nel 1931  e suo padre, il principe Abd al-Aziz bin Musa'ed era cugino di re Abd al-Aziz. Suo fratello, il principe Jiluwi bin Abd al-Aziz bin Musa'ed fu governatore della provincia di Najran. Nel 1957 re Sa'ud lo ha nominato governatore della Provincia di al-Hudud al-Shamaliyya.
Morì ad 'Ar'ar il 4 luglio 2015. Le preghiere funebri si sono tenute il giorno successivo nella Grande Moschea di La Mecca dopo la preghiera della sera.